# Julie Reumert
Julie Reumert (født 2. marts 1984) i København er uddannet sopran fra Det Kgl. Danske Musikkonservatorium.
Julie Reumert har haft mange koncerter i både ud- og indland og er flittigt brugt på operascenen, hvor hun har spillet med i Tryllefløjten samt den futuristiske opera Majakovskij, begge på Den Fynske Opera. 
Julie Reumert var i 2008 solist i showet "Martin og Ketil" i Tivolis Koncertsal. Julie Reumert har ligeledes haft solistkoncerter med bl.a Gladsaxe Symfoniorkester samt Etats-orkesteret. 
Julie Reumert er bosat i New York hvor hun studerer ved Manhattan School of Music. Julie Reumert er elev af den verdenskendte professor Joan Patenaude-Yarnell og vil i 2012 modtage sin Master of Music Degree ved Manhattan School of Music. I New York har Julie Reumert haft mange koncerter og senest til TEDx – Ideas worth spreading. 